# Nausorixipha euthetos
Nausorixipha euthetos är en insektsart som beskrevs av Otte, D. och Cowper 2007. Nausorixipha euthetos ingår i släktet Nausorixipha och familjen syrsor. Inga underarter finns listade i Catalogue of Life.